# Alabástrom

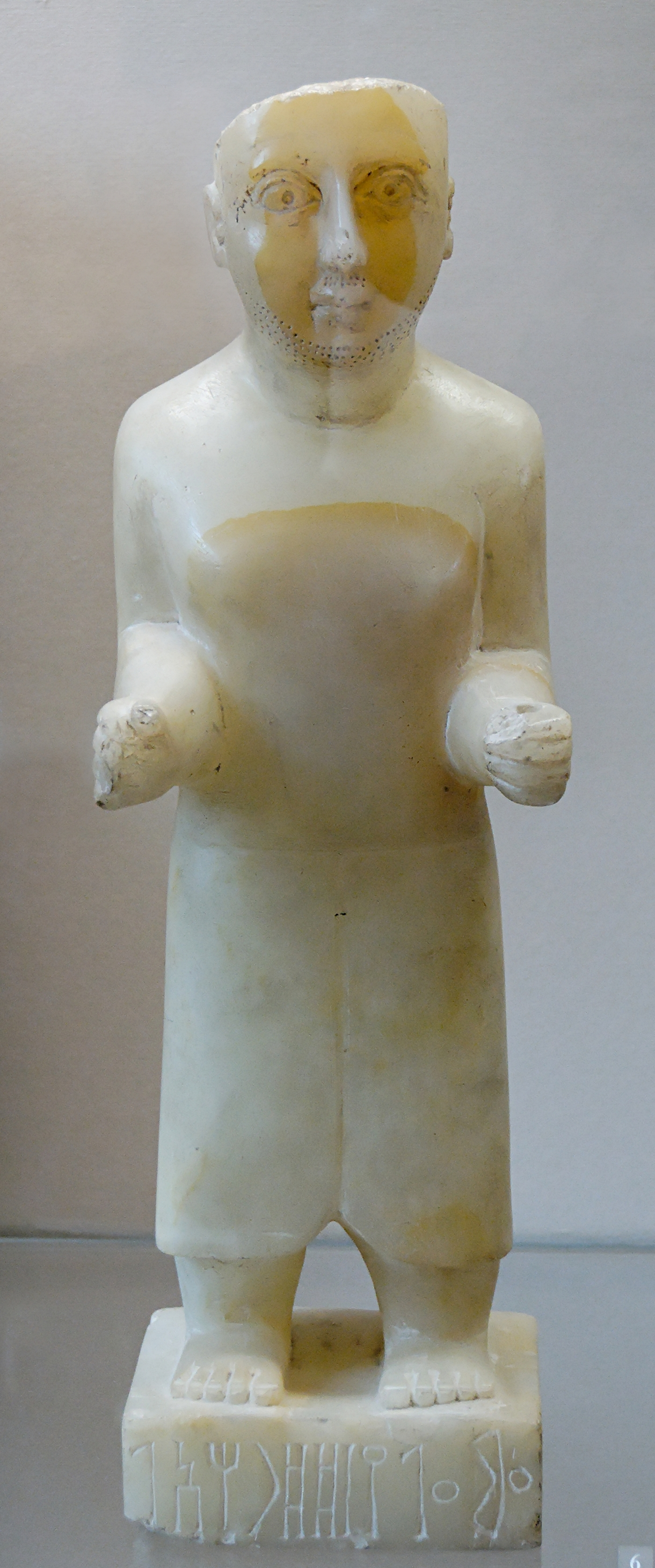
Alabástrom szobor, Jemen

Az alabástrom igen finom szemű, áttetsző gipsz. Nevét a görög αλάβαστρο (alabásztro, azaz mészkő) szóból kapta.  Jobbára fehér, néha pirosas vagy a szürkés márványhoz hasonló, lágy, körömmel is karcolható anyag. Fehér változata a legértékesebb. Elsősorban dísztárgyakat faragtak belőle. Az alabástrom csiszolása bonyolult munka, ráspolyozzák, kaparják, gyalulják, majd bőrrel, gyöngyházporral súrolják.
A szemcsés vagy leveles gipsszel vegyesen fordul elő, a gipszbányáknak többnyire alsó szintjeiben. Nagy telepeket, tömzsöket képez. Az ókorban Felső-Egyiptomban Alabastron városa a közelben lévő Alabástrom-hegységben talált szép, tömött gipszről kapta a nevét. Nagy telepekben előfordul Olaszországban – Volterránál és Szicíliában. A perui Ayacucho térségében fellelhető alabástrom, az úgynevezett huamangai kő megmunkálásának hagyományát perui nemzeti kulturális örökséggé nyilvánították.

Az alabástromról kapta a nevét az alabasztron, a kis, hengeres illatszeres edény, ami nagyrészt görög közvetítéssel terjedt el az antik világban.

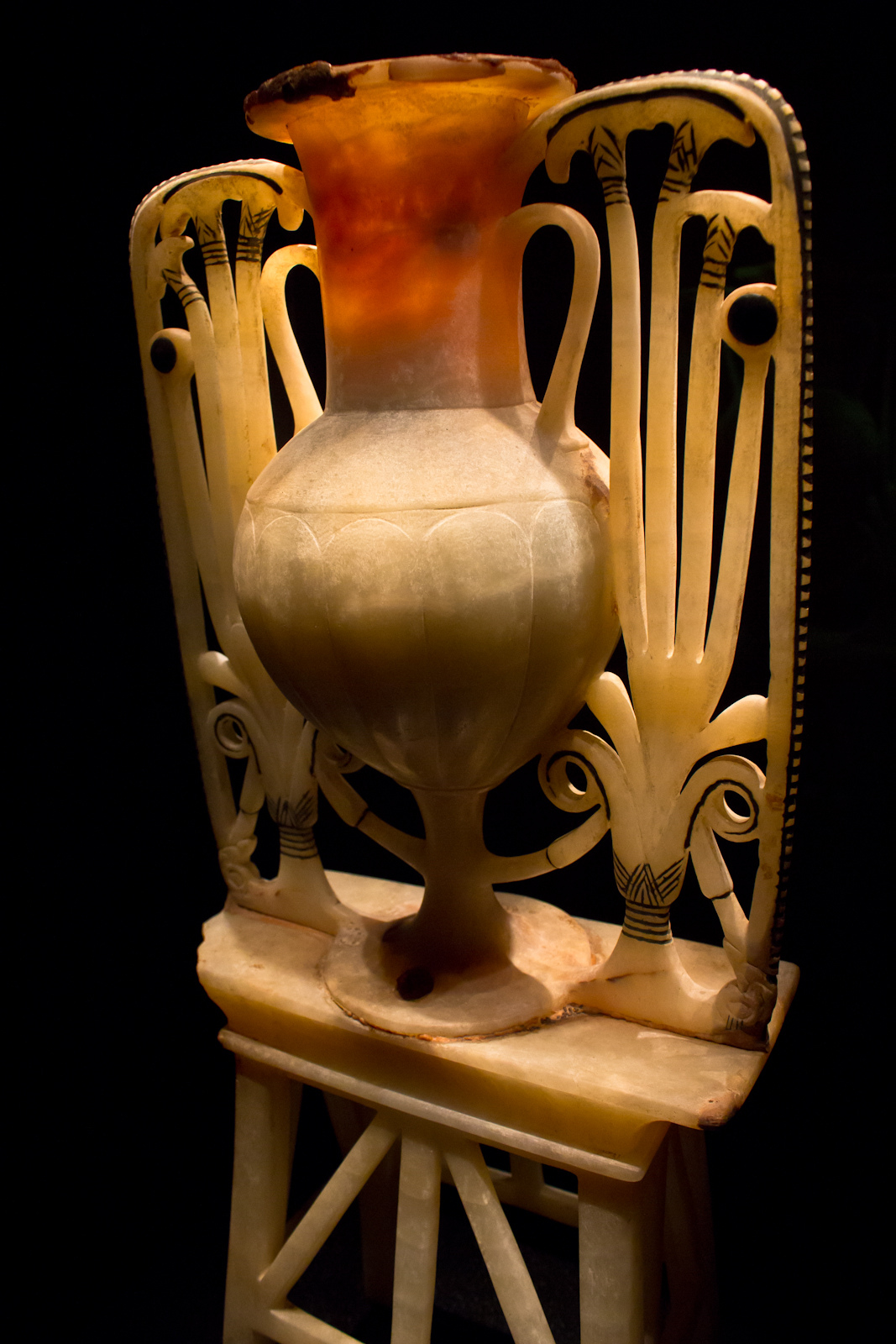
Alabástromváza Tutanhamon sírjából (KV62)